# Síndrome pós-abstinência aguda
A síndrome pós-retirada aguda (PAWS) é um conjunto de comprometimentos persistentes que ocorrem após a retirada do álcool, opiáceos, benzodiazepínicos, antidepressivos e outras substâncias. Os bebês nascidos de mães que usaram substâncias de dependência durante a gravidez também podem experimentar uma síndrome de abstinência pós-aguda. Embora a síndrome de abstinência pós-aguda tenha sido relatada por aqueles na comunidade de recuperação, existem poucos estudos científicos que apoiam sua existência. Por esse motivo, o distúrbio não é reconhecido pelo Manual Diagnóstico e Estatístico de Transtornos Mentais ou pelas principais associações médicas.
O abuso de drogas, incluindo álcool e medicamentos prescritos, pode induzir sintomatologia que se assemelha a doença mental. Isso pode ocorrer no estado intoxicado e durante o estado de abstinência. Em alguns casos, esses distúrbios psiquiátricos induzidos por substâncias podem persistir muito tempo após a desintoxicação do uso de anfetaminas, cocaína, opioides e álcool, causando psicose prolongada, ansiedade ou depressão. Uma síndrome de abstinência prolongada pode ocorrer com sintomas persistentes por meses a anos após a interrupção do uso da substância. Benzodiazepínicos, opioides, álcool e qualquer outra droga podem induzir a abstinência prolongada e ter efeitos semelhantes, com sintomas que às vezes persistem por anos após a interrupção do uso. Psicose, incluindo ansiedade e depressão severas, são comumente induzidas pelo uso prolongado de álcool, opioides, benzodiazepínicos e outras drogas, que na maioria dos casos diminuem com abstinência prolongada. Qualquer uso continuado de drogas ou álcool pode aumentar os níveis de ansiedade, psicose e depressão em alguns indivíduos. Em quase todos os casos, os distúrbios psiquiátricos induzidos por drogas desaparecem com abstinência prolongada, embora danos permanentes no cérebro e no sistema nervoso possam ser causados pelo uso contínuo de substâncias.

## Sinais e sintomas
Às vezes, os sintomas podem ir e vir com recorrências ou flutuações semelhantes à onda na gravidade dos sintomas. Os sintomas comuns incluem cognição prejudicada, irritabilidade, humor deprimido e ansiedade; todos os quais podem atingir níveis severos que podem levar à recaída.
A síndrome de abstinência prolongada de benzodiazepínicos, opioides, álcool e outras substâncias abusadas pode produzir sintomas idênticos ao transtorno de ansiedade generalizada e ao pânico. Devido à natureza e gravidade das vezes prolongadas da benzodiazepina, abstinência de opioides e álcool, a interrupção abrupta não é recomendada.
Os sintomas comuns da síndrome de abstinência pós-aguda são:
- Disfunção psicossocial
- Anedonia[18]
- Depressão
- Habilidades interpessoais prejudicadas
- Comportamento obsessivo-compulsivo
- Sentimentos de culpa
- Perturbações autonômicas
- Pensamentos pessimistas
- Concentração prejudicada
- Falta de iniciativa
- Ânsia
- Incapacidade de pensar claramente
- Problemas de memória
- Reações exageradas no emocional ou dormência
- Distúrbios do sono
- Fadiga extrema
- Problemas de coordenação física
- Sensibilidade ao estresse
- Maior sensibilidade à dor
- Transtorno do pânico[13]
- Psicose
- Transtorno de ansiedade generalizada[13]
- Perturbação do sono (sonhos de usar, comportamentos associados ao estilo de vida)
- Luto (a mudança no estilo de vida)

Os sintomas ocorrem intermitentemente, mas nem sempre estão presentes. Eles são agravados pelo estresse ou outros gatilhos e podem surgir em momentos inesperados e sem motivo aparente. Eles podem durar um pouco ou mais. Qualquer um dos seguintes pode desencadear um retorno temporário ou agravamento dos sintomas da síndrome de abstinência pós-aguda:[carece de fontes?]
- Situações estressantes e/ou frustrantes
- Multitarefa
- Sentimentos de ansiedade, medo ou raiva
- Conflitos sociais
- Expectativas irrealistas de si mesmo

### Retirada pós-aguda de benzodiazepina
Os distúrbios na função mental podem persistir por vários meses ou anos após a retirada dos benzodiazepínicos. A depressão psicótica que persiste por mais de um ano após a retirada da benzodiazepina foi documentada na literatura médica. O paciente não tinha antecedentes psiquiátricos. Os sintomas relatados no paciente incluíam transtorno depressivo maior com características psicóticas, incluindo humor deprimido persistente, baixa concentração, diminuição do apetite, insônia, anedonia, anergia e retardo psicomotor. A paciente também experimentou ideação paranoica (acreditando que estava sendo envenenada e perseguida por colegas de trabalho), acompanhada de alucinações sensoriais. Os sintomas se desenvolveram após a retirada abrupta de clordiazepóxido e persistiram por 14 meses. Foram testados vários medicamentos psiquiátricos que não tiveram sucesso no alívio da sintomatologia. Os sintomas foram completamente aliviados com a recomendação de clordiazepóxido para a síndrome do intestino irritável 14 meses depois. Outro relato de caso relatou fenômeno semelhante em uma paciente do sexo feminino que reduziu abruptamente a dose de diazepam de 30 mg a 5 mg por dia. Ela desenvolveu sensações de choque elétrico, despersonalização, ansiedade, tontura, atividade de pico de EEG no lobo temporal esquerdo, alucinações, distorções visuais e perceptivas visuais que persistiram por anos.
Um ensaio clínico de pacientes em uso de benzodiazepina alprazolam (Xanax) por menos de 8 semanas desencadeou sintomas prolongados de déficits de memória que ainda estavam presentes após até 8 semanas após a interrupção do alprazolam.

### Retração prolongada do agonista da dopamina
Após o uso prolongado de agonistas da dopamina, pode ocorrer uma síndrome de abstinência durante a redução ou descontinuação da dose com os seguintes efeitos colaterais possíveis: ansiedade, ataques de pânico, disforia, depressão, agitação, irritabilidade, ideação suicida, fadiga, hipotensão ortostática, náusea, vômito, diaforese, dor generalizada e desejo por drogas. Para alguns indivíduos, esses sintomas de abstinência são de curta duração e se recuperam completamente; para outros, pode ocorrer uma síndrome prolongada de abstinência com sintomas de abstinência persistentes por meses ou anos.

## Causa
A síndrome pode ser em parte devido a persistentes adaptações fisiológicas no sistema nervoso central manifestadas na forma de tolerância contínua, mas lentamente reversível, distúrbios nos neurotransmissores e consequente hiperexcitabilidade das vias neuronais. No entanto, os dados apoiam a "normalização cognitiva neuronal e esmagadora" em relação ao uso crônico de anfetaminas e PAWS. Situações estressantes surgem na recuperação precoce, e os sintomas da síndrome pós-abstinência aguda produzem mais sofrimento. É importante evitar ou lidar com os gatilhos que pioram a síndrome de abstinência pós-aguda. Os tipos de sintomatologia e comprometimento da gravidade, frequência e duração associados à condição variam de acordo com o medicamento utilizado.

## Tratamento
A condição melhora gradualmente ao longo de um período de tempo que pode variar de seis meses a vários anos em casos mais graves.
Os abusadores de substâncias de uso prolongado e mais pesado causaram danos ao sistema nervoso, onde, após a cessação da substância primária do abuso, os receptores opioides podem se tornar favoráveis a qualquer agonista em potencial. Isso coloca em risco o uso abusivo de substâncias a longo prazo e mais pesado, tornando-se viciado em qualquer outro agonista com muito pouco uso do agonista secundário. A abstinência de todos os agonistas, às vezes levando vários anos, é necessária para a recuperação completa.
Verificou-se que o flumazenil é mais eficaz que o placebo na redução dos sentimentos de hostilidade e agressão em pacientes que estavam livres de benzodiazepínicos por 4 a 266 semanas. Isso pode sugerir um papel do flumazenil no tratamento dos sintomas prolongados de abstinência de benzodiazepina.
Verificou-se que o acamprosato é eficaz no alívio de alguns dos sintomas de abstinência pós-abstinência da abstinência alcoólica. A carbamazepina ou trazodona também pode ser eficaz no tratamento da síndrome de abstinência pós-aguda em relação ao uso de álcool. A terapia cognitivo-comportamental também pode ajudar a síndrome de abstinência pós-aguda, especialmente quando os desejos são uma característica proeminente.